# Кодзаґава
Кодзаґава (яп. 古座川町, こざがわちょう, кодзаґава чьо) — містечко в Японії, у південній частині префектури Вакаяма.